# 대한민국 민법 제277조
대한민국 민법 제277조는 총유물에 관한 권리의무의 득상에 대한 민법 물권법 조문이다.

## 조문
제277조(총유물에 관한 권리의무의 득상) 총유물에 관한 사원의 권리의무는 사원의 지위를 취득상실함으로써 취득상실된다.

第277條(總有物에 關한 權利義務의 得喪)總有物에 關한 社員의 權利義務는 社員의 地位를 取得喪失함으로써 取得喪失된다.

## 참고 문헌
- 오현수, 일본민법, 진원사, 2014. ISBN 978-89-6346-345-2
- 오세경, 대법전, 법전출판사, 2014 ISBN 978-89-262-1027-7
- 이준현, LOGOS 민법 조문판례집, 미래가치, 2015. ISBN 979-1-155-02086-9

## 같이 보기
- 공유
- 총유